# ماك أبوت
ماك أبوت (بالإنجليزية: Mac Abbott)‏ هو سياسي أسترالي، ولد في 3 يوليو 1877 في أستراليا، وتوفي في 30 ديسمبر 1960 في نفس البلد. حزبياً، نشط في الحزب الوطني الأسترالي. وقد انتخب عضو الجمعية التشريعية نيو ساوث ويلز عن دائرة Electoral district of Upper Hunter ‏ (6 ديسمبر 1913 – 10 مايو 1918) وانتخب عضو مجلس الشيوخ الأسترالي ‏ عن دائرة نيوساوث ويلز ‏ (1 يوليو 1935 – 30 يونيو 1941).